# Accompagnant des élèves en situation de handicap
Pour les articles homonymes, voir AVS.
 (septembre 2023).
En France, un accompagnant d'élève en situation de handicap (AESH), anciennement nommé auxiliaire de vie scolaire (AVS), est une personne s'occupant de l'accompagnement, de la socialisation, de la sécurité et de l'aide à la scolarisation d'enfants en situation de handicap ou présentant un trouble de santé invalidant, dans des classes spécialisées ou dans des classes ordinaires.
Les élèves nécessitant un accompagnement dans certaines activités scolaires bénéficient d’un AESH individuel ou mutualisé (respectivement AESH-i et AESH-m).
Les élèves en ULIS bénéficient d'un accompagnant dit AESH collectif (AESH-co)
L’attribution d'un AESH à un élève peut être envisagée — quelle que soit la nature de son handicap et quel que soit le niveau d’enseignement — dès lors qu’un examen approfondi de sa situation fait apparaître le besoin, pour une durée déterminée, d’une aide humaine apportée dans le cadre de la vie scolaire quotidienne, en vue d’optimiser son autonomie dans les apprentissages, de faciliter sa participation aux activités collectives et aux relations interindividuelles et d’assurer son installation dans les conditions optimales de sécurité et de confort.
Les conditions de recrutement de ces auxiliaires font l'objet de débats fréquents, les AESH étant souvent insuffisamment formés à ce type de fonction et recrutés avec un statut précaire. Ces personnes bénéficient uniquement d’une formation générale d’adaptation à l’emploi d’une durée de 60 heures.

## Historique

### 1983 - 2002: personnel d’«assistance particulière»
La première mention de personnel d’« assistance particulière » pour des enfants et adolescents handicapés, dans les établissements scolaires ordinaires apparaît dans une circulaire, en 1983.
Cette circulaire inventorie tous les moyens d’intégration, en commençant par les moyens en personnels. Elle fait référence, en premier lieu, aux enseignants, pour les apports pédagogiques et aux « personnels spécialisés non enseignants » pour les apports médicaux, paramédicaux et socio-éducatifs, et reconnait le « besoin d’une assistance particulière pour se déplacer, s’alimenter ou pour des soins courants » des élèves handicapés.
Elle laisse toutefois la charge aux directeurs d’école, aux chefs d’établissement, aux collectivités locales et aux autorités académiques de répondre à ces besoins particuliers.
Mais cette possibilité donnée, d’employer du personnel non qualifié (agents de service), pour assister les élèves dans leur journée de classe ouvre la voie aux premiers dispositifs employant des accompagnants scolaires.
Ainsi, dès 1984, à Marseille, des personnels sont employés par la mairie sous Contrats emploi solidarité (CES), avant de se généraliser au département des Bouches-du-Rhône, en 1989. En 1985, dans la Sarthe, plusieurs associations créent une coopérative pour l’accompagnement scolaire et social .
Toutefois, le recrutement de ce personnel dépend des autorités académiques et des moyens financiers des collectivités territoriales. Les Auxiliaires d'Intégration Scolaires (AIS) sont,  par exemple, des objecteurs de conscience, volontaires de service civil, embauchés en contrats aidés (Travaux d’utilité collective, contrat emploi solidarité, contrat emploi consolidé) ou, parfois même, rétribués par des parents.
En 1999, lors de la mise en place du Plan Handiscol, seulement une trentaine de service d’auxiliaires d’intégration scolaire existe, au niveau départemental.

### 2003 - 2014: assistant de vie scolaire
L’année 2003 donne un nouveau cadre et une possible pérennité aux postes d’accompagnement. Alors que le programme emplois-jeunes, ayant permis le recrutement des aide-éducateurs, avait été prévu pour une durée strictement limitée à 5 années, la loi permettant le recrutement des assistants d’éducation ne prévoit, quant à elle, aucune date de fin du dispositif. Mais, en ne prévoyant que des contrats de 3 ans maximum, la pérennité du personnel d’aide à l’accueil et à l’intégration scolaires des élèves handicapés n’est toujours pas assurée.
Toutefois, l’Éducation Nationale prend enfin en charge, par des contrats de droit public, les assistants d’éducation, faisant fonction d’AVS, par l’intermédiaire des collèges, lycées et de l’État, et la multiplicité des employeurs potentiels des aide-éducateurs (associations, mairies, départements) est supprimée.
Si les premiers contrat aidés (CES, CEC) prennent fin en 2005, faisant disparaître les AIS, ils sont immédiatement remplacés par les contrats d’avenir (CAV) et des contrats d’accompagnement dans l’emploi (CAE), d’une durée de 6 mois à 24 mois. Ces contrats donnent ainsi naissance aux Emplois de Vie Scolaire (EVS), dans un double but, de satisfaire la demande croissante des parents et de lutter contre le chômage, par un recrutement exclusif de demandeurs d'emploi inscrits à l'ANPE.
En 2009, une loi relative à la mobilité et aux parcours professionnels dans la fonction publique1 place dans son article 44 comme seule direction de mouvement pour les AVS, la porte de sortie. La possibilité est en effet donné au ministère de l’éducation nationale de se défère des AVS, en chargeant les associations du poids de l’accompagnement individuel des élèves handicapés.
Et cette possibilité n’est nullement faite pour accroitre, dans un partenariat public/privé, l’offre des AVS, sur des cas d’élèves où la MDPH ne jugerait plus l’accompagnement justifié. Les AVS, ainsi privatisées, ne pourrait qu’assurer « la continuité de l’accompagnement » lorsque celui-ci « est nécessaire à l’élève en fonction de la nature particulière de son handicap ».
Les AVS arrivant au terme de leurs 6 années de contrat doivent demander l’autorisation de continuer à travailler pour les élèves dont ils ont la charge. Il leur faut, pour cela, obtenir leur inscription sur une liste départementale.
Le ministre se justifie dans sa circulaire suivante par « des limitations contractuelles introduites par la réglementation en vigueur » et un « cadre juridique actuel [qui] ne permet pas de prolonger indéfiniment les contrats des personnels affectés à l’accompagnement scolaire des élèves handicapés ».
Ainsi, pendant 5 ans, de 2009 à 2014, le personnel d’accompagnement scolaire se répartira sous 3  contrats différents, CDD de droit public (AVS), CDD de droit privé (AVS associatif), contrat aidé (EVS).

### À partir de 2015,: accompagnant des élèves en situation de handicap.
C’est une loi de finances qui, en 2014, dissociera les assistants d’éducation et les AVS, et en profitera pour les renommer en accompagnant des élèves en situation de handicap.
Cette loi apporte 2 évolutions majeures dans la luttes contre la précarité des AVS, AIS ou AESH.
D’une part, si les nouveaux contrats d’AESH sont encore et toujours « d’une durée maximale de trois ans, renouvelable dans la limite maximale de six ans », ils obtiennent la possibilité de conclure, au terme des 6 ans de CDD, un CDI. Il est bien rappelé que seules 6 années consécutives de CDD de droit public ouvrent droit au CDI, ni les contrats CUI-CAE, ni les CDD associatifs, tous deux de droit privé ne le permettent.
D’autre part, cette possibilité est ouverte aux AVS déjà en poste, grâce à une assimilation des services. Ainsi, au terme de leurs 6 années de contrat, les AVS peuvent obtenir un CDI d’AESH.
Les contrats d'AESH prennent d'abord la forme d'un CDD de 3 années, renouvelable 1 fois, puis d'un CDI, en fonction toutefois de « l’intérêt du service ».
À partir du décret 2023-597 du 13 juillet 2023, les contrats des AESH ne sont plus renouvelables mais directement transformés en CDI à la fin des 3 années de CDD. La mesure est effective au 1er septembre 2023.
| CDD                               | CDD                               | CDD                               | CDI                               | CDI                               | CDI                               |
| AESH-i                            | AESH-m                            | AESH-co                           | AESH-i                            | AESH-m                            | AESH-co                           |
| --------------------------------- | --------------------------------- | --------------------------------- | --------------------------------- | --------------------------------- | --------------------------------- |
| Recteur d’académie                | Recteur d’académie                | Recteur d’académie                | Recteur d’académie                | Recteur d’académie                | Recteur d’académie                |
| DASEN (par délégation du recteur) | DASEN (par délégation du recteur) | DASEN (par délégation du recteur) | DASEN (par délégation du recteur) | DASEN (par délégation du recteur) | DASEN (par délégation du recteur) |
|                                   | chef d’établissement              | chef d’établissement              |                                   |                                   |                                   |

Ainsi, en 2017, 79 % des AESH étaient en CDD.
La précarité des emplois des AESH va de pair avec sa féminisation écrasante, et les phénomènes s’accentuent.
- Les femmes représentaient près de 90 % des effectifs en 2008 et leur part croit régulièrement pour atteindre 93 % en 2017 ;
- Les contrats de travail à temps incomplet (si le temps partiel est choisi, le temps incomplet est imposé) sont passés de 80 % en 2008 à 96 % en 2017, avec un temps de travail moyen chutant de 69,4 % en 2008 à 62,8 % en 2017.

Le vieillissement de la population des AESH est également un phénomène caractérisant le désintérêt de ce métier par les jeunes diplômés. L'âge moyen des AESH croît d'un an chaque année, passant de 34 à 43 ans de 2008 à 2017.
Contrat unique d'insertion (CUI), contrats aidés de cohésion sociale de droit privé avec l'Éducation nationale, par contrat à durée déterminée  (CDD) annuel pendant deux à cinq ans, en fonction des caractéristiques des employés concernés (par exemple : employés porteur de handicap ou seniors de plus de 50 ans : contrat de cinq ans). Selon les départements, les personnes en CUI, sont appelées EVS (Emploi vie scolaire) ou ASEH( Aide à la scolarisation des élèves handicapés).

## Rôle
L'aide humaine apportée aux élèves peut concerner les actes de la vie quotidienne, les activités d’apprentissage et les activités de la vie sociale et relationnelle.
L'accompagnant des élèves en situation de handicap peut être amené à effectuer quatre types d’activités :
- Des interventions dans la classe définies en concertation avec l’enseignant (aide pour écrire ou manipuler le matériel dont l’élève a besoin) ou en dehors des temps d’enseignement (interclasses, repas…). Il peut également s’agir d’une aide aux tâches scolaires ;

Amener l'enfant vers une autonomie et une socialisation par diverses méthodes éducatives et pédagogiques en collaboration avec un éducateur (support images, renforçateurs positifs...)
- Des participations aux sorties de classes occasionnelles ou régulières : en lui apportant l’aide nécessaire dans tous les actes qu’il ne peut réaliser seul, l’AESH permet à l’élève d’être partie prenante dans toutes les activités qui enrichissent les apprentissages scolaires. Sa présence vise également à éviter l'exclusion de l’élève dans la vie scolaire.
- L’accomplissement de gestes techniques ne requérant pas une qualification médicale ou paramédicale particulière, est un des éléments de l’aide à l’élève ;
- Une collaboration au suivi des projets de scolarisation (réunions d’élaboration ou de régulation du projet personnalisé de scolarisation de l’élève, participation aux rencontres avec la famille, réunion de l’équipe de suivi de scolarisation…)

## Différents contrats
Différents dispositifs d'emploi sont concernés pour ce type de missions :
Contrats de droit public à durée déterminée, (non titulaires de la Fonction publique), d’une durée maximale de 3 ans renouvelable pour un maximum de 6 ans et pouvant conduire ensuite au CDI.

### AESH-i ou AESH-m
Les AESH-i et les AESH-m travaillent en classe ordinaire, en école, collège, lycée ou université. Si les AESH-i ne s'occupent que d'un seul élève, les AESH-m peuvent prendre en charge plusieurs enfants, simultanément ou successivement.

### AESH-co
L'AESH-co travaille en classe spécialisée (ULIS), au sein d'une école, un collège ou un lycée. Il est nommé par la Direction Académique des Services de l’Éducation Nationale et employé par un Établissement public local d'enseignement.

## Affectation d'un AESH
Conformément à la loi du 11 février 2005 pour l’égalité des droits et des chances, la participation et la citoyenneté des personnes handicapées , c'est la famille de l'enfant mineur, qui demande la présence d'un AESH au directeur de la Maison départementale des personnes handicapées (MDPH).
Une commission de la MDPH, la Commission des droits et de l'autonomie des personnes handicapées (CDAPH), étudie la demande de la famille sur la base du GEVAsco (Guide d’évaluation des besoins de compensation en matière de scolarisation), si celui-ci à déjà été réalisé, rédigé par l'équipe éducative en charge de l'enfant.
Elle adresse éventuellement ensuite une notification d'aide humaine qui précise :
- Le nom et prénom de l’élève
- Le type d'aide attribuée (individuelle AESH-i ou mutualisée AESH-m)
- Le nombre d’heures hebdomadaires attribuées à l’élève si aide individualisée
- Le lieu de scolarisation de l’élève.

Après décision de la CDAPH, le PPS est transmis, entre autres, aux membres de l'équipe éducative, dont fait partie l'AESH.
L'AESH est ensuite affecté soit au suivi individuel d'un élève (AESH-i) soit au suivi de plusieurs élèves en situation de handicap, scolarisés en milieu ordinaire (AESH-m).
Dans le cadre d'un pôle inclusif d'accompagnement localisé (PIAL), l'affectation des AESH ne se fait plus directement aux élèves. C'est le chef de l'établissement de référence qui répartit un crédit-temps d'AESH à différents élèves.
En cas de refus d'attribution d'un droit à AESH, les parents peuvent saisir le juge judiciaire. Quand le droit à une AESH a été attribuée mais que le rectorat n'affecte pas d'AESH, le litige est porté devant le juge administratif (par exemple sur une suspension en urgence du refus d'affectation d'une AESH : tribunal administratif de Melun, 4 oct. 2024, n° 2410975 )

## Devenir AESH

### AESH-co
- Conditions de recrutement : être titulaire d'un diplôme de niveau V d'aide à la personne ou avoir exercé les fonctions d'Accompagnant d'Elève en Situation de Handicap pendant deux années scolaires.
- Envoyer sa candidature à l'EPLE employeur et/ou au dispositif AESH départemental.
- Le recrutement des Accompagnant d'Elève en Situation de Handicap  relève de la compétence du Directeur Académique des Services Départementaux de l’Éducation Nationale. C'est donc auprès des Directions Départementales des Services de l’Éducation nationale qu'il faut se renseigner sur les modalités d'envoi des candidatures.

### AESH-i ou AESH-m
- Conditions de recrutement : être titulaire d'un diplôme de niveau V d'aide à la personne ou avoir exercé les fonctions d'Accompagnant d'Elève en Situation de Handicap pendant deux années scolaires.
- Envoyer sa candidature à l'EPLE employeur et/ou au dispositif AESH départemental

### CUI-ASEH/EVS
- Conditions de recrutement : être éligible à un contrat unique d'insertion.
- Envoyer sa candidature à l'EPLE employeur et/ou au dispositif AESH départemental

## Formation

### Formation d'adaptation à l'emploi
La formation des AVS est instituée, pour la rentrée scolaire 2004. Elle est initialement composée d’un « module de formation d’adaptation à l’emploi » d’une durée minimale de 60 heures et de « modules d’approfondissement » d’une durée maximale de 140 heures. 60 heures de formation sont encore possibles pour compléter un « projet professionnel » pour une AVS à temps plein, dans le cadre du crédit d’heures de formation de droit commun. Cette formation se limite bien souvent à la seule formation d'adaptation à l'emploi, réalisée une seule fois, au début du premier contrat.

### Diplôme
DEAES[réf. nécessaire]

## Procédures vis-à-vis du ministère de l'Éducation nationale
Le ministère de l'Éducation nationale est régulièrement condamné aux prud'hommes pour défaut de formations.
En juin 2016, Laura Julia Fiquet se fait remarquer sur les réseaux sociaux lorsqu'elle porte plainte contre le ministère de l’Éducation nationale pour discrimination après que son enfant a été tenu à l'écart de la sortie scolaire de fin d'année au zoo,. À quelques jours de la rentrée des classes 2016, alors qu'elle est à nouveau sans nouvelle de l'administration concernant l'attribution d'un auxiliaire de vie scolaire, elle réalise un témoignage vidéo sur l'inclusion des élèves handicapés en milieu scolaire qu'elle poste sur YouTube. À la fin de l'enregistrement, elle invite Najat Vallaud-Belkacem, ministre de l’Éducation Nationale, à venir à la rentrée de son fils constater par elle-même l'absence de l'AVS. La vidéo est largement relayée sur Facebook et fait l'objet de nombreux articles dans la presse nationale,,,,,,. Le 31 août 2016, la ministre Najat Vallaud-Belkacem est interviewée en direct sur RTL par Élizabeth Martichoux et interrogée sur l'invitation lancée par Laura Julia Fiquet. La ministre annonce sa venue et quelques instants plus tard, l'inspection académique du Calvados annonce à Laura Julia Fiquet que son fils aura un auxiliaire de vie scolaire (AVS) dès le jour de la rentrée[réf. nécessaire].

## Cadre légal
Le Décret no 2014-724 du 27 juin 2014 relatif aux conditions de recrutement et d’emploi des accompagnants des élèves en situation de handicap :
Les accompagnants des élèves en situation de handicap sont recrutés parmi les candidats titulaires d’un diplôme professionnel dans le domaine de l’aide à la personne. Sont dispensés de la condition de diplôme les candidats qui justifient d’une expérience professionnelle de deux années dans le domaine de l’aide à l’inclusion scolaire des élèves en situation de handicap.
Lorsque la prescription de la commission des droits et de l’autonomie des personnes handicapées correspond au moins à l’année scolaire, le terme du contrat conclu à ce titre est fixé au 31 août.
Les accompagnants des élèves en situation de handicap peuvent être recrutés à temps complet ou à temps incomplet.
Le travail des accompagnants des élèves en situation de handicap se répartit, dans le respect de la durée annuelle, sur une période d’une durée de trente-neuf à quarante-cinq semaines.
Les AESH peuvent intervenir sur le temps périscolaire également. Le Conseil d’Etat a tranché dans un arrêt du 22 novembre 2020  la répartition des rôles et des obligations entre l’Etat et les communes en matière d’aide des enfants en situation de handicap.

## Les associations d'AESH

### Unaïsse
L'Union nationale pour l'avenir de l'inclusion, scolaire, sociale et éducative (Unaïsse) est une association nationale créée, en juillet 2007, par des auxiliaires de vie scolaire de plusieurs régions de France en vue de mettre en place une réflexion et des actions concrètes pour la reconnaissance de leurs missions d'accompagnement scolaire d'élèves en situation de handicap en milieu ordinaire en tant que véritable métier.
L'Unaïsse  est dissoute en décembre 2014.

## Pour approfondir